# کاظم کاظمی
سید کاظم کاظمی (۱ شهریور ۱۳۳۶–۲ شهریور ۱۳۶۴) نظامی ایرانی و قائم مقام وزارت اطلاعات بود.

## زندگی‌نامه
کاظم کاظمی در سال ۱۳۳۶ در بخش آرادان شهرستان گرمسار دیده به جهان گشود. او پس از طی دوران کودکی خود در شهر مادری، در سن ۶ سالگی همراه با خانواده به گرگان مهاجرت کرد. بزرگ شدن در خانوادهٔ مذهبی و دیدن سختی‌های قشر کارگر، باعث انجام اقداماتی مانند تأسیس کتاب‌خانه در جهت خلاف عقاید حکومت وقت بود. وی به همین جهت در سنین جوانی توسط ساواک دستگیر شده بود.
این رفتارها و بازخوردهای آن، زمانی دامن گیر کاظمی شد که با وجود قبولی در کنکور، نتوانست وارد دانشگاه شود. با وجود این که او به علت مشکلات پزشکی نتوانسته بود به خدمت سربازی برود، پس از گذراندن دورهٔ نقشه‌کشی ساختمان، در سازمان تربیت بدنی استخدام شد. پس از این دوران کاظمی به آمریکا رفت و در رشتهٔ مهندسی مکانیک ادامهٔ تحصیل داد.

## فعالیت در وزارت اطلاعات
سید کاظم کاظمی یکی از بنیانگذاران سیستم اطلاعاتی جمهوری اسلامی و مسئول بخش گروه‌های چپ در وزارت اطلاعات بود. کاظمی به سرعت به قائم مقامی وزارت اطلاعات رسید.
کاظم کاظمی برای نخستین بار از عبارت «سرباز گمنام» برای نامیدن عوامل وزارت اطلاعات جمهوری اسلامی ایران استفاده کرد.
محسن رضایی فرمانده سپاه پاسداران در دههٔ ۱۳۶۰ در مورد کاظم کاظمی می‌گوید:
«کاظمی یکی از افرادی است که در شکل‌گیری سازمان اطلاعاتی کشور (وزارت اطلاعات) نقش به سزایی داشته‌است.»
سید کاظم کاظمی در اسفند ماه ۱۳۵۷ از ایالات متحده به کشور بازگشت و در فروردین سال ۱۳۵۸ با گذراندن دوره آموزش عمومی سپاه در پادگان امام علی به عضویت سپاه پاسداران درآمد و بلافاصله برای مبارزه با قیام اهالی کردستان بر ضد جمهوری اسلامی به نقده اعزام شد.
وی در سال ۵۸ در یکی از رشته‌های علوم انسانی دانشگاه تهران پذیرفته شد و از بدو ورود به دانشگاه هم و غم خود را معطوف به سرکوب کردن گروه‌های سیاسی کرد.
یکی از دوستان دوران دانشجویی کاظم کاظمی، خاطره‌ای از وی را تعریف می‌کند:
«در شرایطی که گروهک‌ها با ائتلاف قبلی به منظور به دست گرفتن جو دانشگاه قصد داشتند اعضای شورای دانشکده را به اصطلاح در جوی دمکراتیک مشخص کنند – تا بتوانند بر امور دانشگاه و دانشجویان مسلط شوند و دانشگاه را به سنگری علیه انقلاب و نظام تبدیل نمایند – او در آگاه‌سازی دانشجویان نقش به سزایی ایفا کرد.
مخالفت کاظمی با گروه‌های چپ به قبل از انقلاب و حضور در آمریکا برمی‌گشت. او در نامه‌ای‌که از آمریکا برای خانوادهٔ خود در ایران نوشته در مورد فعالیت‌های گروه‌های چپ در خارج از کشور که در قالب کنفدراسیون نقشی اساسی در افشای رژیم سلطنتی داشتند، می‌نویسد:
«از فرستادن اعلامیه (به جز اعلامیه آقا، که زود اینجا پخش می‌شود) دریغ نفرمایید که شاید با پخش آن به عنوان بازتابی از جریانات ایران، هم انجام وظیفه کرده؛ و هم حقایق را در برابر تحریفات مُشتی دانشجوی چپی نشان دهید.»